# ポルトガルのサッカー選手一覧
ポルトガルのサッカー選手一覧（ポルトガルのサッカーせんしゅいちらん）は、ポルトガル出身のサッカー選手の一覧である。Category:ポルトガルのサッカー選手も参照。
この項目はCategoryではないので、記事の無い選手については赤リンクや仮リンク、簡単な説明の併記なども可能。
また、セクション名の○○年代は選手の生年を表し、それ以下の選手の並びも生年月日順となっている。

## 1930年代
| GK - ジョゼ・ペレイラ | DF - イラーリオ | MF - マリオ・コルナ | FW - ジョゼ・アウグスト - ジョゼ・トーレス |

## 1940年代
| GK - ヴィトール・ダマス - マヌエル・ベント | DF - ジョゼ・カルロス | MF - ジャイメ・グラサ | FW - エウゼビオ - アントニオ・シモンエス |

## 1950年代
| GK | DF - アルトゥール・コレイア - ウンベルト・コエリョ - ミネルヴィーノ・ピエトラ - アウグスト・イナーチョ - アントニオ・ヴェローゾ | MF - ジョアン・アウヴェス - アントニオ・ソウザ - カルロス・マヌエル - ジャイメ・パチェコ - フェルナンド・シャラーナ - ディアマンティーノ・ミランダ | FW - マヌエル・フェルナンデス - ルイ・ジョルダン - フェルナンド・ゴメス |

## 1960年代
| GK - ビトール・バイーア | DF - ジョアン・ピント - ディマス・テイシェイラ - フェルナンド・コウト | MF - ルイ・バロス - ヴィトール・パネイラ - パウロ・ベント | FW - ルイ・アグアス - パウロ・フットレ - ジョルジ・カデテ - ドミンゴス・パシエンシア |

## 1970年代
| GK - キム - リカルド | DF - カルロス・セクレタリオ - パウロ・マデイラ - ジョルジュ・コスタ - ルイ・ジョルジ - ヌーノ・ヴァレンテ - ベト - ヌーノ・フレシャウト - ジョルジュ・アンドラーデ - リカルド・カルヴァーリョ - フェルナンド・メイラ - パウロ・フェレイラ - マルコ・カネイラ | MF - パウロ・ソウザ - ペドロ・バルボーザ - パウリーニョ・サントス - アントニオ・フォーリャ - カプーショ - ルイ・コスタ - ルイス・フィーゴ - セルジオ・コンセイソン - コスティーニャ - ルイス・ボア・モルテ - マニシェ - ペドロ・メンデス - シモン・サブローザ | FW - ジョアン・ピント - リカルド・サ・ピント - ペドロ・パウレタ - ヌーノ・ゴメス |

## 1980年代
| GK - ベト - エドゥアルド - ルイ・パトリシオ | DF - ミゲル - リカルド・コスタ - ブルーノ・アルヴェス - エリゼウ - ジョゼ・フォンテ - ジョアン・ペレイラ - ファビオ・コエントラン - ルイス・ネト | MF - ドゥダ - ティアゴ・メンデス - ウーゴ・ヴィアナ - ラウル・メイレレス - クストディオ - ルベン・アモリム - ヴィエイリーニャ - マヌエル・フェルナンデス - ミゲル・ヴェローゾ - ルベン・ミカエル - ジョアン・モウティーニョ | FW - エルデル・ポスティガ - リカルド・クアレスマ - ウーゴ・アルメイダ - シルヴェストレ・ヴァレラ - クリスティアーノ・ロナウド |

## 1990年代
| GK | DF - マリオ・ルイ - リカルド・ペレイラ - ネルソン・セメド - ジョアン・カンセロ - ルベン・ディアス | MF - ジョアン・マリオ - ラファ・シウバ - アンドレ・ゴメス - ベルナルド・シウバ - ブルーノ・フェルナンデス - ゴンサロ・ゲデス - ルベン・ネヴェス - レナト・サンチェス | FW - ネルソン・オリヴェイラ - アンドレ・シルヴァ - ディオゴ・ジョッタ - ジョアン・フェリックス |